# Josef Wagner (Brauer)

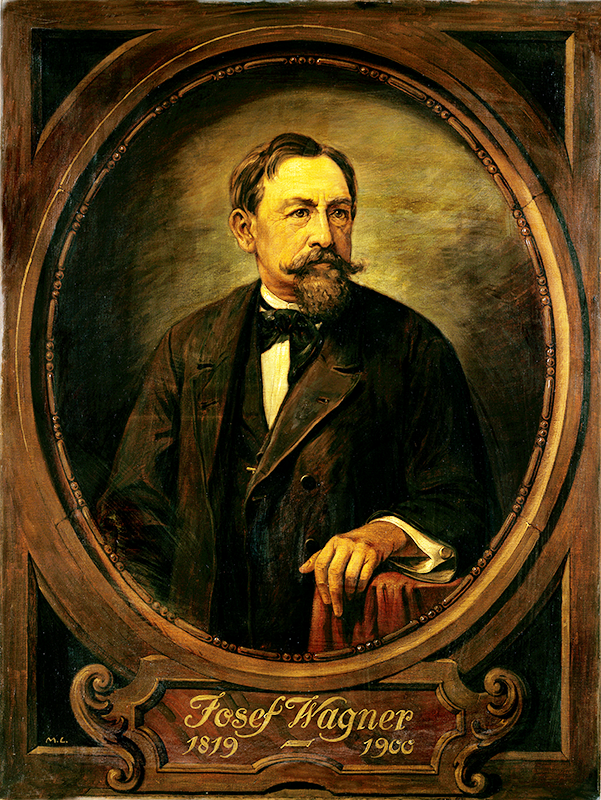
Josef Wagner (1858)

Georg Josef Wagner (* 23. September 1819 in München; † 21. Oktober 1900 ebenda) war ein deutscher Gaststätten- und Brauereibesitzer. Seine Initialen J. W. bilden noch heute einen Teil des Warenzeichens bzw. Logos der Augustiner-Brauerei.

## Leben
Wagner war ein Sohn des Brauerehepaars Anton und Therese Wagner aus Attaching bei Freising. Nach dem Besuch des Königlichen Ludwigsgymnasiums München studierte er an der Technischen Hochschule München und der Brauereiakademie Weihenstephan. Im Jahre 1841 wurde er Mitglied des Corps Bavaria München.
1829 hatten die Eltern die Sudstätte des Augustiner-Bräu erworben, die seit der Säkularisation 1803 nicht mehr von den Augustinermönchen, sondern zunächst von staatlicher und später von privater Seite bewirtschaftet wurde. Josef Wagners Vater starb im Jahre 1845 und Josef erbte die Brauerei nach dem Tod seiner Mutter Therese 1858.
Er vergrößerte den Betrieb ganz wesentlich und baute ihn zur Großbrauerei aus. Zur Erweiterung der Produktionsstätten erwarb er im Jahr 1862 den Augustiner-Keller an der Arnulfstraße als Lagerkeller. In der Halle und im Garten gab es einen Bierausschank, wo die Münchner rauschende Feste feierten. Seit spätestens 1867 ist eine Augustiner-Bierbude auf dem Oktoberfest nachgewiesen. 1883 verlegte Wagner den Brauereibetrieb auf das heutige Gelände an der Landsberger Straße. Am früheren Standort in der Neuhauser Straße ließ er 1896 durch den Architekten Emanuel von Seidl ein repräsentatives Gaststättengebäude errichten.
Josef Wagner war mit seiner Augustiner-Brauerei Gründungsmitglied des am 15. Juli 1880 gegründeten Bayerischen Brauerbundes. Er starb im Oktober 1900 in München. Als Leiter des Brauereiunternehmens folgten ihm seine Söhne Richard Wagner (schon seit 1890 Mitglied der Geschäftsführung) und Max Wagner.

## Warenzeichen
Erstmals wurde das Warenzeichen „JW“ für die Brauerei im Jahr 1887 eingetragen. Die Initialen von Josef Wagner, mit dem Abtsstab (Bischofsstab) zieren seitdem die Fässer, Krüge und Fahrzeuge der Augustiner Brauerei.